# Aleksander Oinas

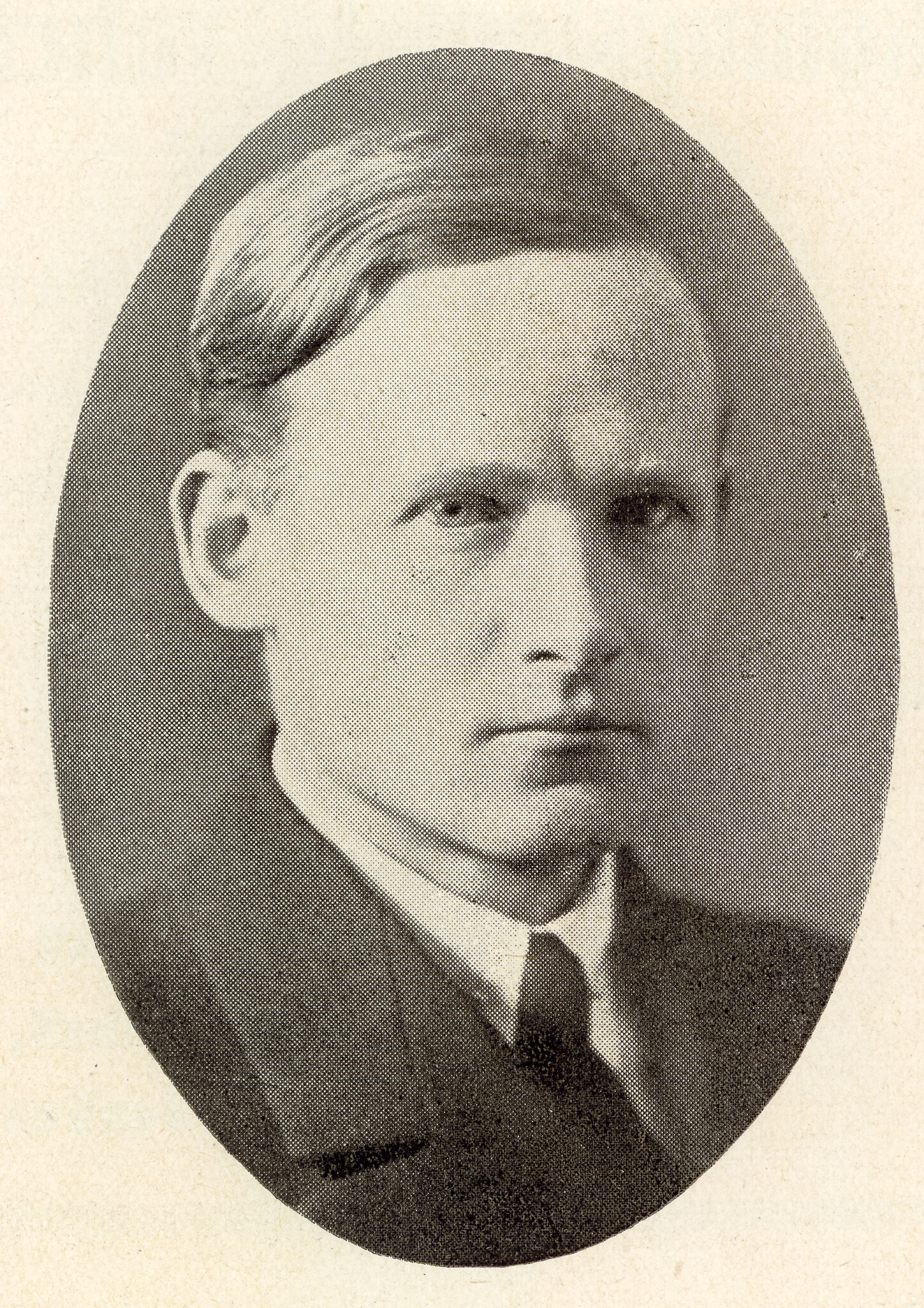
Aleksander Oinas (undatiertes Foto)

Aleksander Oinas (* 16. Dezemberjul. / 28. Dezember 1887greg. in Tartu, Livland; † 3. März 1942 im Lager Ussollag, Oblast Molotow, Sowjetunion) war ein estnischer Politiker der Zwischenkriegszeit.

## Frühe Jahre
Aleksander Ferdinand Oinas wurde als ältestes von fünf Kindern von Tõnis und Marie Oinas (geb. Litter) in Tartu geboren. 1907 schloss er die Realschule in Tartu ab. Er studierte von 1907 bis 1915 an der Wirtschaftswissenschaftlichen Abteilung des Staatlichen Polytechnischen Instituts „Peter der Große“ in der russischen Hauptstadt Sankt Petersburg.
Schon früh betätigte sich Oinas politisch. Er wurde Mitglied der Sozialdemokratischen Arbeiterpartei Russlands (SDAPR). 1909 wurde er deswegen kurzzeitig von den zaristischen Behörden inhaftiert.

## Politische Karriere
Von 1915 bis 1919 war Oinas beim Ernährungsausschuss für die Gouvernements Livland und Estland beschäftigt. Nach Gründung der Republik Estland stieg er schnell in einflussreiche sozialistische Kreise auf. Oinas gehörte der 1917 gegründeten Estnischen Sozialdemokratischen Arbeiterpartei (Eesti Sotsiaaldemokraatlik Tööliste Partei - ESDTP) an.
1918/1919 war Aleksander Oinas Abgeordneter im Provisorischen Landtag des Gouvernements Estland, 1919/1920 Mitglied der Verfassungsgebenden Versammlung der Republik Estland (Asutav Kogu) und gehörte dem Parlament (Riigikogu) in allen Legislaturperioden der Zwischenkriegszeit an.
1919 war Oinas kurzzeitig erster Präsident des estnischen Rechnungshofs (riigikontrolör). Von Mai bis November 1919 bekleidete er das Amts des Innenministers der Republik Estland in der Koalitionsregierung von Otto Strandman. Oinas' heimliche private Treffen mit seinem Schulfreund, dem im Untergrund lebenden kommunistischen Führer Viktor Kingissepp, der 1922 verhaftet und hingerichtet wurde, führten zu einem innenpolitischen Skandal, der Oinas das Ministeramt kostete.
1919/20 nahm er als Wirtschaftsfachmann an den estnisch-sowjetrussischen Verhandlungen zum Friedensvertrag von Tartu teil. 1921 war Oinas kurzzeitig Präsident des Estnischen Statistikamts, bevor er von 1921 bis 1926 erneut Präsident des estnischen Rechnungshofs war.
Von Dezember 1928 bis Juli 1929 war Oinas Finanzminister sowie Handels- und Industrieminister in der Regierung seines Parteifreunds August Rei. Von Februar 1931 bis Februar 1932 bekleidete er das Amt des estnischen Verkehrsminister in der Koalitionsregierung von Konstantin Päts. In seiner Amtszeit konnte insbesondere der Bau der wichtigen Bahnstrecken von Tartu nach Petschory und von Rapla nach Virtsu vollendet werden.
Mit der Umgestaltung des politischen Systems unter dem ab 1934 autoritär regierenden Staatschef Konstantin Päts wurde Aleksander Oinas 1937 Vorsitzender der neugegründeten „Kammer der in Privatunternehmen Beschäftigten“ (Eraettevõtete Ametnikkude Koda). Ab 1938 gehörte Oinas außerdem als Abgeordneter der zweiten Parlamentskammer, dem Staatsrat (Riiginõukogu), an.

## Gesellschaftliches Engagement
Aleksander Oinas gehörte neben seiner politischen Tätigkeit im Estland der Zwischenkriegszeit der Führungsriege zahlreicher Vereinigungen an. Hierzu zählen die Verbrauchervereinigung Oma, das Tallinner Arbeitertheater, der Verband der Arbeitersportler Estlands, die Estnische Sängervereinigung sowie die Aktiengesellschaften Järvakandi Tehased und Frankonia.

## Verhaftung und Tod
Im Juni 1940 besetzte die Sowjetunion die Republik Estland. Der NKWD verhaftete Oinas und ließ ihn zum Tode verurteilen. Er starb im März 1942 im sowjetischen Gulag, noch bevor das Todesurteil vollstreckt wurde. Aleksander Oinas wurde 54 Jahre alt.

## Privatleben
Aleksander Oinas war mit der estnischen Politikerin und Journalistin Alma Ostra (1886–1960) verheiratet.
Aleksander Oinas' Schwester Emma Elisabet Oinas („Elo Tuglas“, 1896–1970) heiratete 1918 den estnischen Schriftsteller, Literaturwissenschaftler und Übersetzer Friedebert Tuglas (1886–1971).